# Maiskaja Sarja
Maiskaja Sarja (russisch Майская Заря) ist ein Dorf (derewnja) in der Oblast Kursk in Russland. Es gehört zum Rajon Kursk und zur Landgemeinde (selskoje posselenije) Mokowski selsowjet.

## Geographie
Der Ort liegt gut 6 km Luftlinie südwestlich des Oblastverwaltungszentrums Kursk im südwestlichen Teil der Mittelrussischen Platte, 1,5 km vom Sitz des Dorfsowjet – 1. Mokwa, 82,5 km vor Grenze zwischen Russland und der Ukraine.

### Klima
Das Klima im Ort ist wie im Rest des Rajons kalt und gemäßigt. Es gibt während des Jahres eine erhebliche Niederschlagsmenge. Dfb lautet die Klassifikation des Klimas nach Köppen und Geiger.

## Bevölkerungsentwicklung
| Jahr | Einwohner |
| ---- | --------- |
| 2002 | 53        |
| 2010 | 54        |

Anmerkung: Volkszählungsdaten

## Verkehr
Maiskaja Sarja liegt 0,8 km vor Fernstraße föderaler Bedeutung M2 „Krim“ (ein Teil der Europastraße E105), an der Straße interkommunaler Bedeutung 38N-201 (M2 „Krim“ – Duchowez) und 7,5 km vom nächsten Bahnhof Ryschkowo (Eisenbahnstrecke Lgow-Kijewskij – Kursk) entfernt.
Der Ort liegt 122 km vom internationalen Flughafen von Belgorod entfernt.